# Englschalkinger Straße
Die Englschalkinger Straße ist eine Innerortsstraße im Stadtbezirk 13 Bogenhausen von München.

## Verlauf

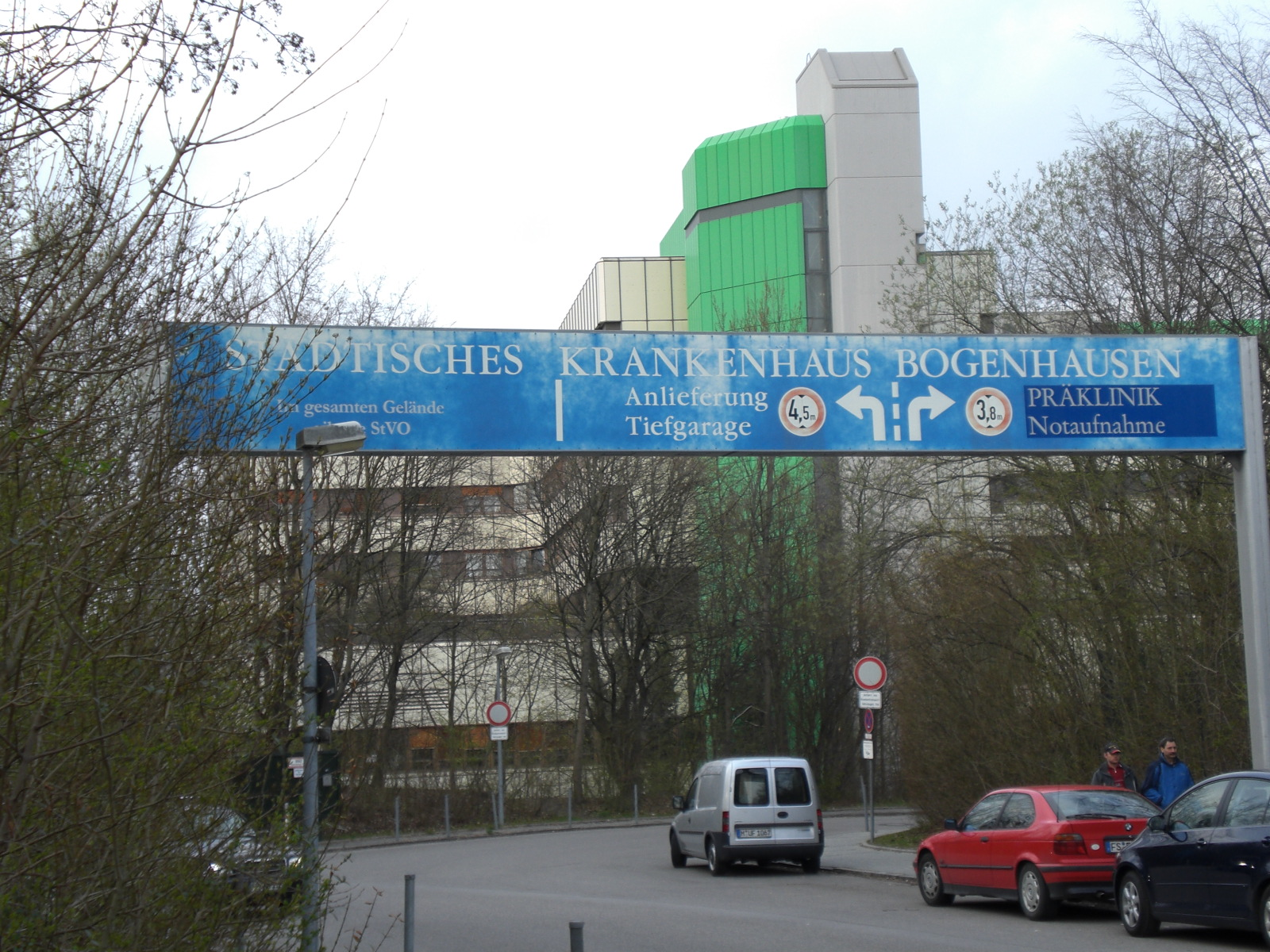
Zufahrt zur München Klinik Bogenhausen (2008)

Die Englschalkinger Straße nimmt ihren heutigen Ausgang an der Effnerstraße rund 100 m nördlich des Effnerplatzes, unter dem der Mittlere Ring durchgeführt ist. Sie führt in generell nordöstlicher Richtung nördlich am Arabellapark, der auch Richard-Strauss-Viertel genannt wird, und südlich der Villenkolonie Am Priel-Hof vorbei.  Westlich der Kreuzung mit der Cosimastraße befand sich in den 1970er Jahren eine Straßenbahnwendeschleife, die mit dem U-Bahn-Bau aufgelassen und beim Bau der Straßenbahnstrecke durch die Cosimastraße nach Oberföhring nicht wieder hergestellt wurde. In südlicher Richtung zweigen die Arabellastraße und die Elektrastraße, auf Höhe der Kinder- und Jugendfreizeitstätte COSI, Englschalkinger Straße 185, der Ariadneweg ab, der als Sackgasse zum Hintereingang des Wilhelm-Hausenstein-Gymnasiums führt. In nördlicher Richtung zweigt der Normannenplatz und die Teutonenstraße ab. Daran angrenzend befindet sich die München Klinik Bogenhausen, Nr. 77. Zwischen Englschalkinger Straße, Cosimastraße und Odinstraße ist das Cosimawellenbad gelegen. Hier war ein nach der Jugendschriftstellerin Isabella Braun zu benennender Isabella-Braun-Platz geplant.
Jenseits der Kreuzung mit der Cosimastraße und der dieser südlich fortsetzenden Vollmannstraße bildet die Englschalkinger Straße die südliche Begrenzung des 1969 errichteten Cosimaparks mit seinen Punkthäusern. Die in Richtung Daglfing abzweigende Memeler Straße verläuft auf einem zwei bis drei Meter hohen Lehmdamm, der beim Lehmabbau stehengeblieben ist. Memeler Straße und die westlich anschließende Englschalkinger Straße bildeten vor 1803 die Grenze des Hochstifts Freising zum Kurfürstentum Bayern. Östlich der Westpreußenstraße liegt eine Bezirkssportanlage. Auf der Nordseite der Englschalkinger Straße grenzt westlich der Freischützstraße das von 1966 bis 1970 durch die Neue Heimat erbaute Wohngebiet des Fidelioparks an. Östlich der Ostpreußenstraße (in der NS-Zeit als Tannenbergplatz geplant) liegt die Grundschule an der Ostpreußenstraße (Ostpreußenstraße 88), die nach Plänen von Hermann Leitenstorfer 1936 unter dem Namen Tannenbergschule fertiggestellt wurde. Zwischen der Spretistraße und der Barlowstraße liegt eine umfangreiche Reihenhaussiedlung.
Eine Fortführung der Englschalkinger Straße nach Osten über die Bahngleise hinaus zur Brodersenstraße ist seit langem geplant, scheitert u. a. aber um ungeklärten Ausbau der Bahn, die zugleich die Flughafen-S-Bahn als auch den Güterbahnring aufnimmt.

## Öffentlicher Verkehr
Durch die Englschalkinger Straße verkehren bis zur Cosimastraße die Straßenbahnlinien 16 und 17/37 mit direkter Verbindung in die Innenstadt. Die U-Bahn-Station Arabellapark liegt unter der Straße, Abstellgleise führen weiter bis zur Cosimastraße. Die Weiterführung der U-Bahn nach Osten mit den Stationen Cosimapark und Fideliopark und einer Verknüpfung mit der S-Bahn ist vorgesehen. Durch den Ostteil der Straße führen bis zur Ostpreußenstraße mehrere Stadtbuslinien.

## Geschichte
Die Englschalkinger Straße folgt dem alten Englschalkinger Weg, der Bogenhausen mit Englschalking verband und teilweise die Südgrenze des Hochstifts Freising gegen Bayern bildete. Allerdings wurde mit dem Bau des Arabellaparks der Verlauf etwas geändert: Nach einem Stadtplan aus dem Jahr 1932 führte sie ab der Höhe des Normannenplatzes geradlinig durch das heutige Sternhaus der BayWa zum Effnerplatz und weiter auf der Trasse der heutigen Bülowstraße zum Herkomerplatz; die Verlegung zeigt auch ein Luftbild des Arabellaparks aus dem Jahr 1965. Auf der Höhe der heutigen Cosimastraße stand ein Pflasterzollhaus (Englschalkinger Straße 161, nach Plänen von Hans Grässel), das erst beim Bau des Cosimaparks abgebrochen wurde.

## Baudenkmäler

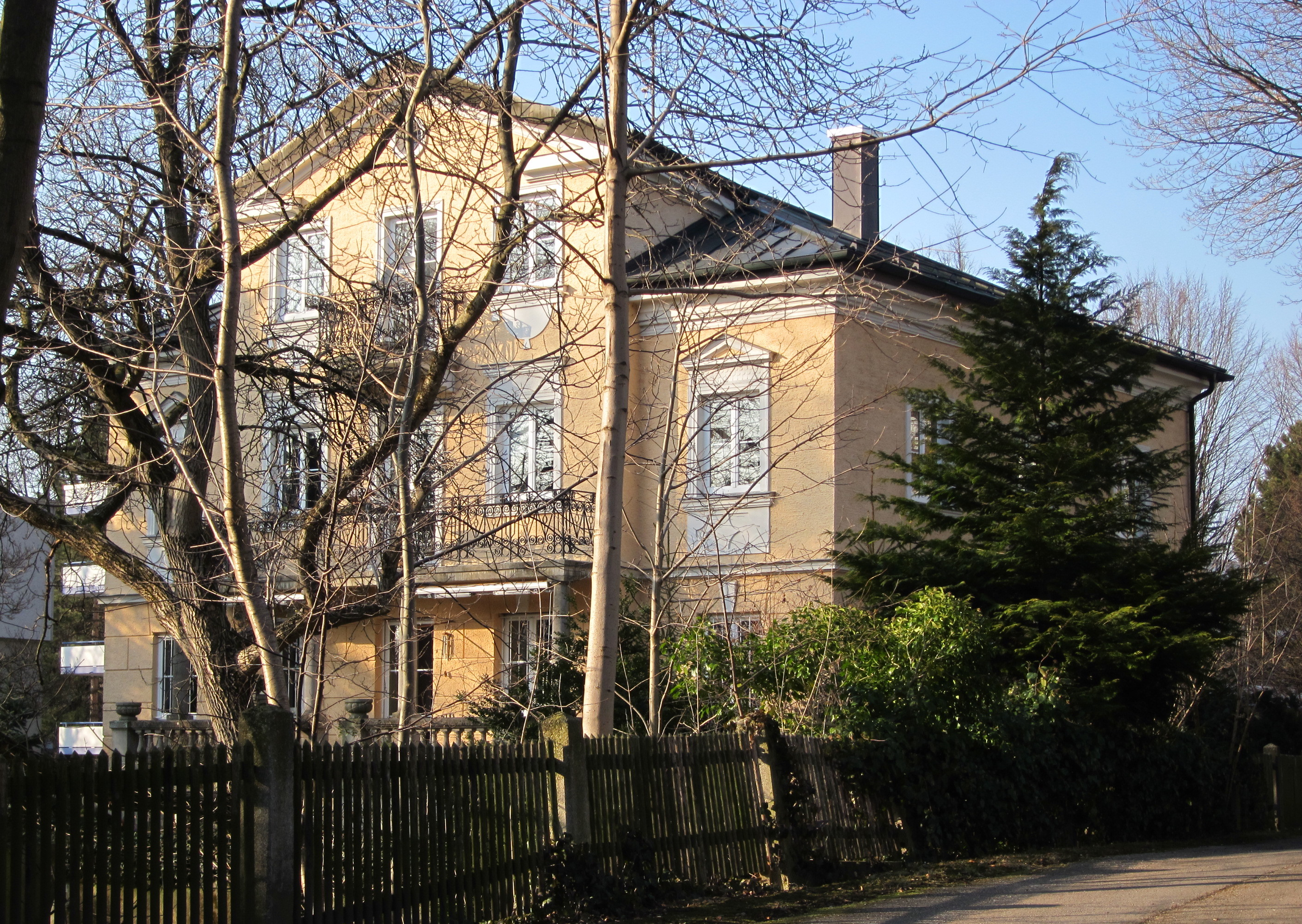
Villa Theen

- Nr. 229: Villa Theen, nach Denkmalliste erstes Viertel 20. Jahrhundert, erbaut für den Ziegeleibesitzer Josef Hartl.

## Sozialeinrichtungen
- München Klinik Bogenhausen, Englschalkinger Str. 77
- Cosima-Jugendtreff

## Schulen

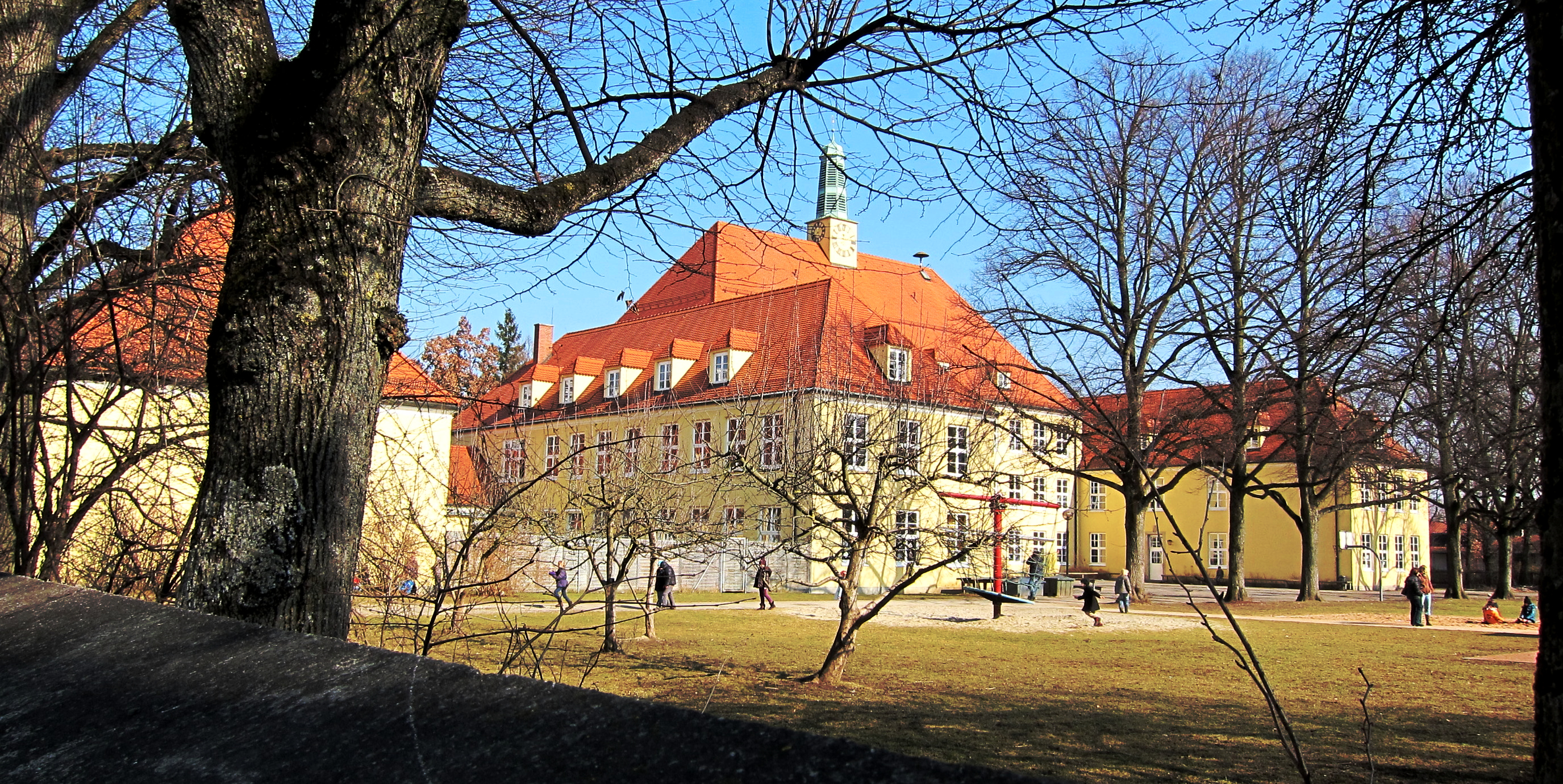
Schule an der Ostpreußenstraße (ursprünglich: „Tannenbergschule“)

- Die Grundschule an der Ostpreußenstraße ist der Ostpreußenstraße zugeordnet, aber auf die Englschalkinger Straße orientiert.
- Das zunächst Gymnasium an der Englschalkinger Straße genannte Wilhelm-Hausenstein-Gymnasium liegt wenige Meter von der Englschalkinger Straße entfernt an der Elektrastraße. Der Sportplatz des Gymnasiums reicht bis zur Englschalkinger Straße, entlang des Ariadnewegs. Ein Neubau entsteht am Salzsenderweg.